# Madison (nome)
Madison  è un nome proprio di persona inglese maschile e femminile.

## Varianti
- Femminili: Maddison[1][2], Madyson[1][2], Madisyn[1][2]
  - Ipocoristici: Maddy[1][2], Maddie[1][2]

## Origine e diffusione
Riprende un cognome inglese di origine medievale che nella maggioranza dei casi è una variante di Mathieson ("figlio di Matthew"), anche se talvolta potrebbe voler dire invece "figlio di Maddy" (un diminutivo di Maud, ossia Matilde). È documentato come nome di persona maschile a partire dal XVII secolo, mentre dall'ultimo quarto del Novecento è usato principalmente come nome femminile; la ragione è il film del 1984 Splash - Una sirena a Manhattan, dove la protagonista, una sirena, sceglie di chiamarsi Madison dopo aver letto un cartello della Madison Avenue di New York (che prende il nome da James Madison, uno dei padri della costituzione americana). Nel 2001 raggiunge il secondo posto nella classifica dei nomi più usati per le neonate negli Stati Uniti, che nei diciotto anni dall'uscita del film rappresenta un'impennata nella diffusione del 550 000%, priva di precedenti nell'onomastica inglese; questa buona fortuna del nome in parte è dovuta anche alla somiglianza con Alison.
I due diminutivi Maddie e Maddy sono condivisi anche con il nome Madeline, la forma inglese di Maddalena.

## Onomastico
Non esistono santi che portano questo nome, che quindi è adespota; l'onomastico può essere festeggiato in occasione di Ognissanti, il 1º novembre.

## Persone

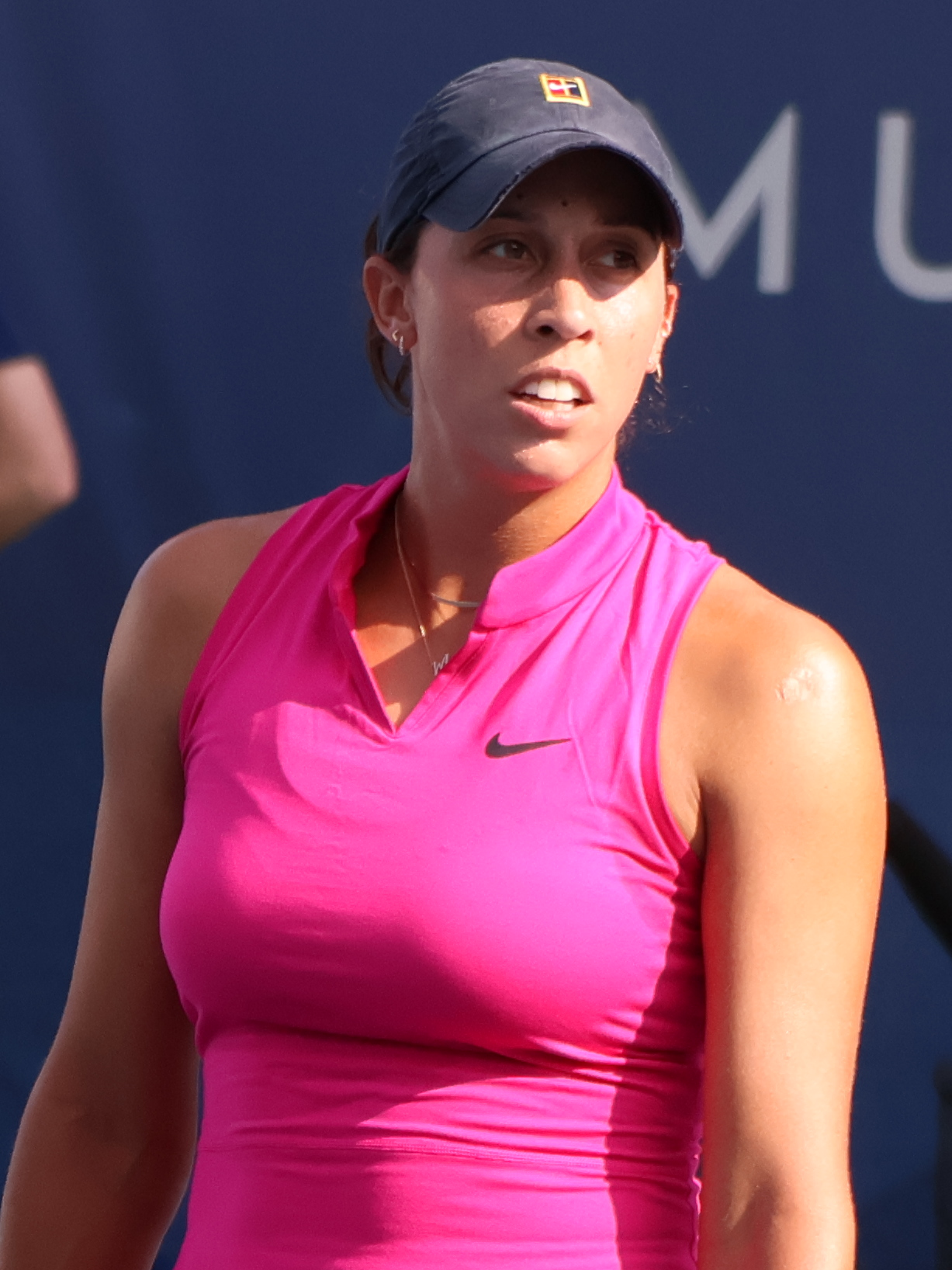
Madison Keys

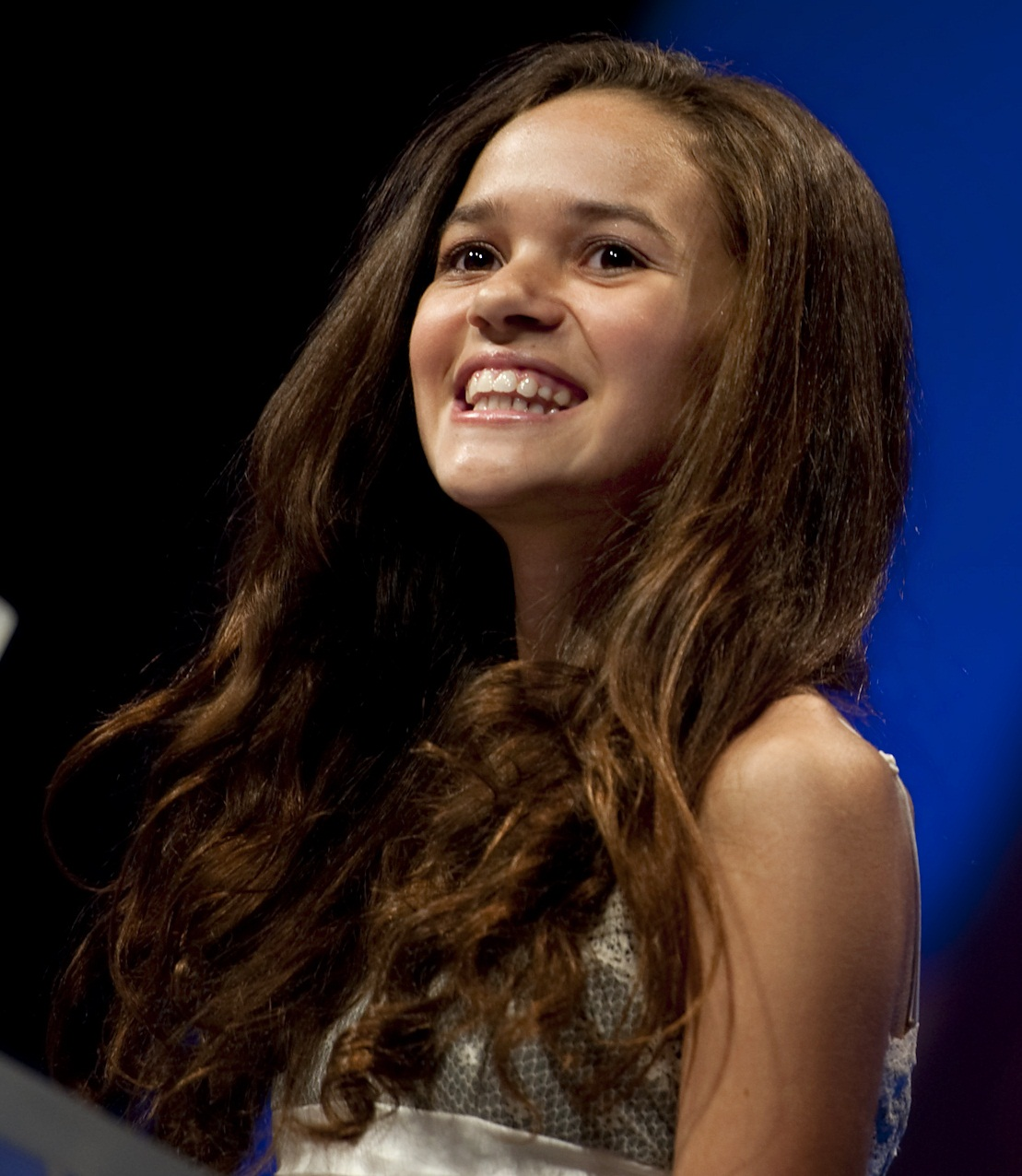
Madison Pettis

### Femminile
- Madison Beer, cantautrice statunitense
- Madison Brengle, tennista statunitense
- Madison Chock, danzatrice su ghiaccio statunitense
- Madison de Rozario, atleta paralimpica australiana
- Madison Keys, tennista statunitense
- Madison Kocian, ginnasta statunitense
- Madison Pettis, attrice, doppiatrice e modella statunitense
- Madison Rayne, wrestler statunitense
- Madison Young, ex attrice pornografica, regista e scrittrice statunitense

### Maschile
- Madison Smartt Bell, scrittore statunitense
- Madison Bumgarner, giocatore di baseball statunitense
- Madison Cawthorn, politico statunitense
- Madison Cooper, scrittore e filantropo statunitense
- Madison S. Perry, politico statunitense

### Varianti femminili
- Maddison Elliott, nuotatrice australiana
- Maddison Inglis, tennista australiana
- Madisyn Shipman, attrice statunitense
- Maddie Ziegler, ballerina, modella e attrice statunitense

## Il nome nelle arti
- Madison Jeffries è un personaggio dei fumetti Marvel Comics.
- Madison Fear è un personaggio della linea di bambole Monster High, figlia delle sirene.